# Cour Debille
Cour Debille är en gata i Quartier de la Roquette i Paris elfte arrondissement. Gatan är uppkallad efter en viss M. Debille som i grannskapet ägde mark. Cour Debille börjar vid Avenue Ledru-Rollin 162.

## Bilder
| - Gatuskylt. - Square Francis-Lemarque. |

## Omgivningar
- Saint-Ambroise
- Place Léon-Blum
- Square Francis-Lemarque
- Square Jean-Allemane
- Passage Lisa

## Kommunikationer
- Tunnelbana – linje  – Voltaire
- Busshållplats Basfroi – Paris bussnät

### Webbkällor
- ”Cour Debille”. Mairie de Paris. https://web.archive.org/web/20190905051736/http://www.v2asp.paris.fr/commun/v2asp/v2/nomenclature_voies/Voieactu/2628.nom.htm. Läst 17 januari 2023.
- ”Cour Debille (11ème arrondissement)”. Les rues de Paris. https://web.archive.org/web/20190727202856/http://www.parisrues.com/rues11/paris-11-cour-debille.html. Läst 17 januari 2023.